# رابرت ارواین
رابرت ارواین (انگلیسی: Robert Irwin؛ زادهٔ ۱۲ سپتامبر ۱۹۲۸) نقاش اهل ایالات متحده آمریکا است.